# Moltkenunatakker
Die Moltkenunatakker (alte Schreibweise Moltke-Nunataks) sind mehrere eisfreie Felsrücken an der Küste von Prinzregent-Luitpold-Land in der Antarktis.

## Entdeckung und geographische Lage
Die Nunatakker wurden im Januar 1912 von der zweiten deutschen Antarktisexpedition unter Wilhelm Filchner entdeckt und nach den Brüdern Helmuth (1848–1916) und Friedrich von Moltke (1852–1927) benannt. Es waren neben den Bertrabnunatakkern und den Littlewood-Nunataks die einzigen eisfreien Regionen, die von dieser Expedition gesichtet wurden.
Die Nunatakker liegen im oberen Teil eines steil zum Weddell-Meer abfallenden Hanges, der von einem Gletscherbruch überragt wird. Aufgrund des Vorrückens und regelmäßigen Abbrechens der Gletscherfront, variiert nicht nur die eisfreie Fläche der Nunatakker, sondern auch ihre Anzahl. In den 1960er Jahren wurden vier Nunatakker gezählt, heute sind es drei. Der größte Nunatak bildet ein mehr als 120 m langes Kliff, die beiden kleineren sind bis zu 50 m lang.

## Geologie
Die lawinengefährdete Lage unter dem Gletscherbruch verhinderte bisher eine genauere geologische Untersuchung. Auf Luftbildern sind gefaltete Gesteine zu erkennen, und eine indische Expedition sammelte einige herausgebrochene Schiefer- und Marmor-Stücke vom Meereis unterhalb des Kliffs. Da die in nur 20 km Entfernung und etwas höher gelegenen Bertrab- und Littlewood-Nunatakker aus 1060 mya alten, ungefalteten Rhyolithen bestehen, wird angenommen, dass die Moltkenunatakker Bestandteile des darunterliegenden, älteren Grundgebirges des antarktischen Kontinents sind.